# Historický archiv Niš

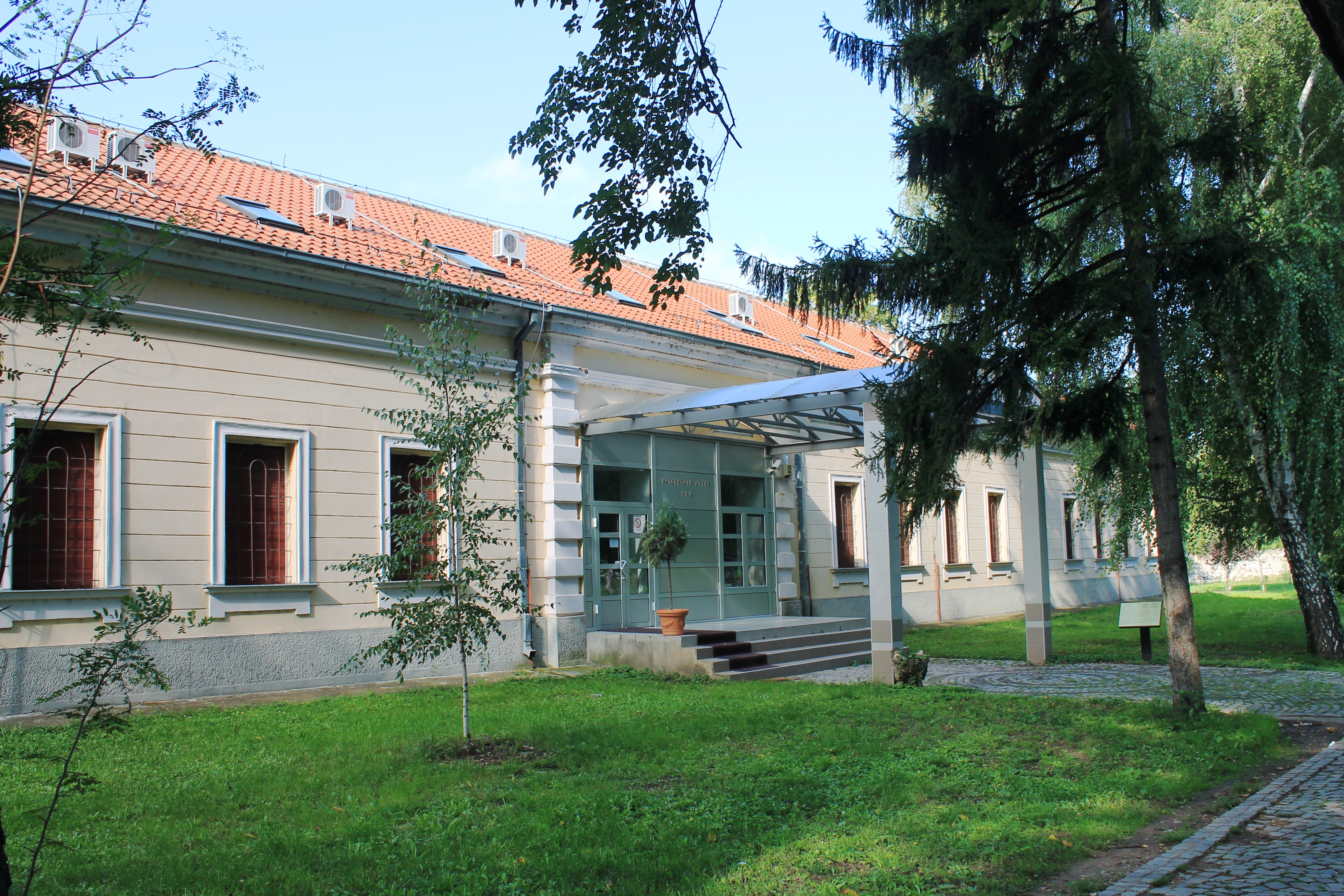
Budova archivu.

Historický archiv Niš (srbsky Историјски архив Ниш) je kulturní instituce všeobecného významu, která se věnuje ochraně, uspořádání a archivování na území Nišavského okruhu v Srbsku. Jeho budova se nachází v severozápadním cípu nišské pevnosti. Jedná se o jeden z nejstarších archivů na území dnešního Srbska.

## Historie
Myšlenka ustanovení archivu v jihosrbském městě se již poprvé objevila v roce 1846, kdy Srbská učená společnost (srbsky Srpsko učeno društvo) iniciovalo myšlenku shraňování písemných dokumentů. Teprve ale až 2. prosince 1898 na svém výjezdním zasedání skupština Srbska v Niši schválila zákon o státním archivu. Tím byla instituce de facto založena. Roku 1900 získala svého prvního ředitele, kterým byl Mihailo Gavrilović z Aleksinace, gymnazista z Niše a profesor Učitelské školy a gymnázia v Niši. Do sítě srbských archivů byla instituce začleněna v roce 1948. Postupně měnila instituce teritoriální působnost i název.
V roce 2023 se ředitelkou instituce stala Snežana Radović.

## Archiválie
Historický archiv v Niši shraňuje velké množství dokumentů, včetně archivů jednotlivých společností, které v Niši sídlily. Jedná se např. o Niteks, Mašinska industrija Niš a další.